# Sultanat Sansibar
Das Sultanat Sansibar (englisch Sultanate of Zanzibar, Swahili Usultani wa Zanzibar, arabisch سلطنة زنجبار, DMG Salṭanat Zanǧibār) umfasste die Gebiete, die unter der Herrschaft des Sultans von Sansibar standen. Das Kerngebiet umfasste den Sansibar-Archipel mit der Hauptstadt Sansibar. Während der Anfangszeit umfasste das Sultanat große Gebiete in Ostafrika entlang der Suaheli-Küste zwischen dem heutigen Somalia im Norden und Tansania im Süden. Im Laufe seiner Geschichte geriet Sansibar vermehrt unter den Einfluss der europäischen Großmächte und wurde gezwungen, nach und nach seine Gebiete auf dem Festland abzutreten, bis schließlich nur noch die Inseln Unguja und Pemba übrig blieben und später britisches Protektorat wurden. 1964 ging Sansibar als halbautonomer Teilstaat im heutigen Tansania auf.

## Geschichte

Flagge des Sultanat Sansibar, 1856 bis 1896

Unter britischem Protektorat, 1896 bis 1963

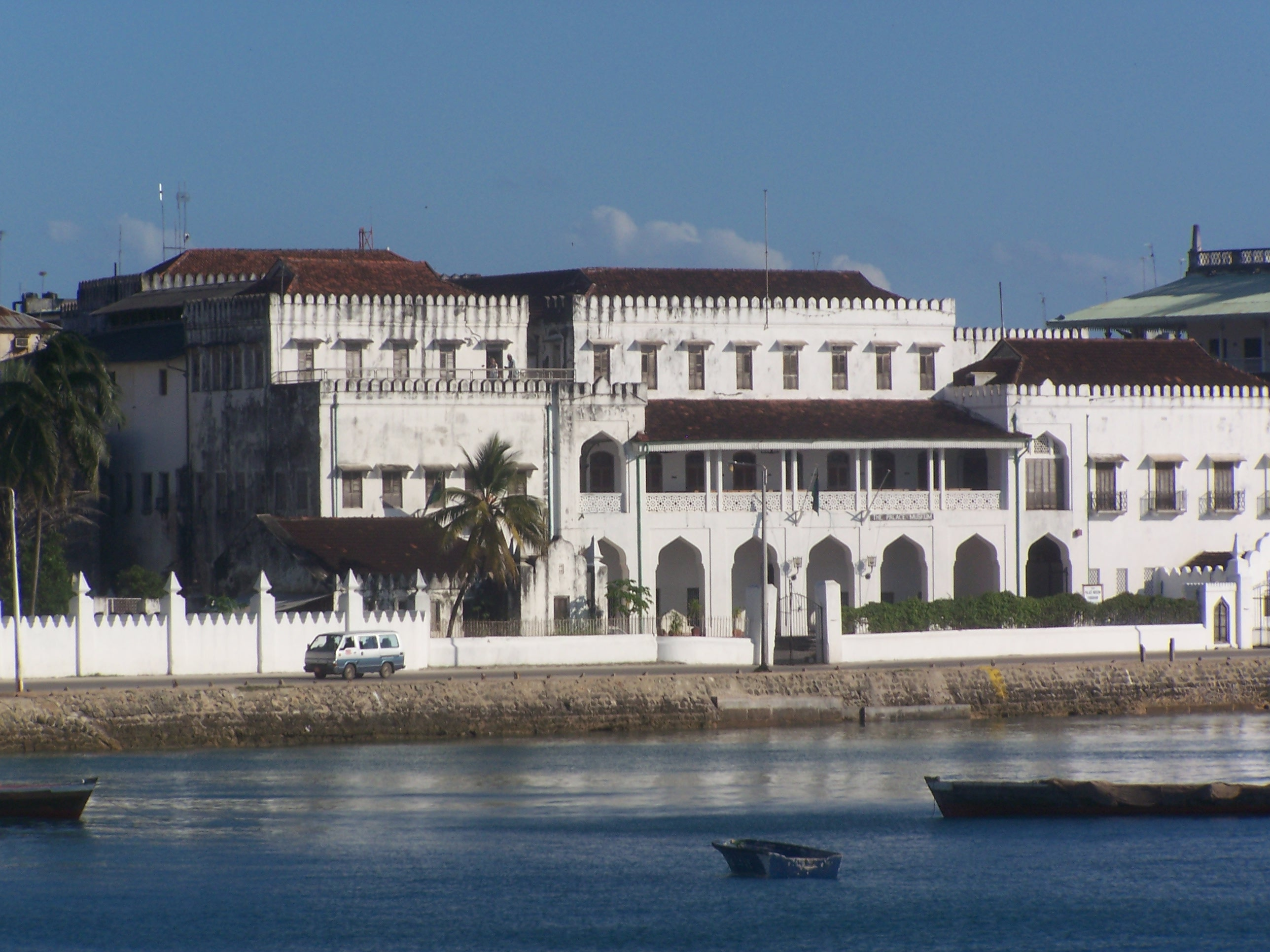
Der Sultanspalast in Sansibar

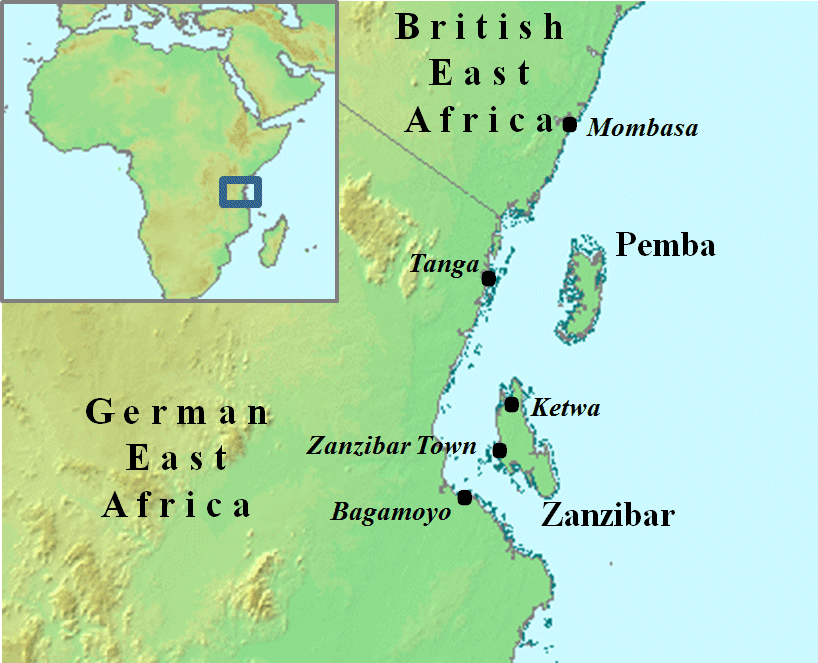
Ostafrika zur Zeit des Britisch-Sansibarischen Krieges, 1896

Sansibar-Archipel

1698 wurde Sansibar eine Kolonie von Oman, nachdem dessen Sultan, Saif ibn Sultan I., die Portugiesen in Mombasa besiegt hatte. Innerhalb der Besitzungen der Sultane von Oman entwickelte sich Sansibar zum Zentrum des Sklavenhandels und des Anbaus von Gewürznelken. 1832 verlegte Sultan Said ibn Sultan seine Residenz zunächst provisorisch von Maskat nach Sansibar, ab 1840 dann offiziell. Nach seinem Tod brach unter seinen Söhnen Madschid bin Said und Thuwaini ibn Said ein Kampf um die Thronfolge aus, der zur Spaltung des Reiches führte. Madschid bin Said und seine Nachfolger herrschten fortan über Sansibar, während die Linie von Thuwaini ibn Said seitdem über Oman herrscht.
Madschid bin Said baute den Sklavenhandel entlang der Küste Ostafrikas aus und entwickelte Sansibar so zum wichtigsten Sklavenmarkt in ganz Afrika. Außerdem festigte er die Beziehungen zu den damaligen Großmächten wie dem Vereinigten Königreich, den Vereinigten Staaten, Portugal, Frankreich sowie zu mehreren deutschen Staaten.
Barghasch ibn Said ließ den Stadtteil Stone Town ausbauen und unterband nach diplomatischen Druck aus London 1873 den Sklavenhandel. Während seiner Herrschaft drangen europäische Händler vermehrt auf das Festland Ostafrikas vor. Im Herbst 1884 erreichte die Deutsch-Ostafrikanische Gesellschaft (DOAG) die Küste Ostafrikas und begann mit der Gründung erster Niederlassungen. 1885 musste Barghasch ibn Said die Schutzverträge der DOAG mit ostafrikanischen Häuptlingen und die Gründung der Kolonie Deutsch-Ostafrika auf dem Festland anerkennen.
Chalifa ibn Said unterzeichnete am 28. April 1888 den Küstenvertrag mit der DOAG, in dem Sansibar die ostafrikanische Küstenzone und die Zolleinnahmen aus deren Häfen gegen Entschädigungszahlungen der DOAG verpachtete, was zum Aufstand der ostafrikanischen Küstenbevölkerung führte.
Nachdem das Deutsche Kaiserreich und das Vereinigte Königreich den Sansibar-Helgoland-Vertrag unterzeichnet hatten, musste Ali ibn Said im August 1890 das britische Protektorat über Sansibar anerkennen, das zu einer konstitutionellen Monarchie wurde. 1892 zwang das Königreich Italien Ali zur Verpachtung der Küstenstädte Mogadischu, Warsheikh, Merka und Baraawe an der somalischen Banaadirküste.
Hamad ibn Thuwaini ibn Said entstammte der omanischen Linie der Bū-Saʿīd-Dynastie und wurde 1893 von den Briten als Sultan eingesetzt. Gleich zu Beginn seiner Herrschaft zwangen ihn die Italiener zum Verkauf der im Vorjahr verpachteten Städte an der Küste Somalias. Zwischen 1893 und 1896 unterstellten die Briten das Sultanat Witu dem Sultanat Sansibar. 1896 wurde Hamad ibn Thuwaini ibn Said vermutlich von seinem Cousin und Schwager Chalid ibn Barghasch vergiftet, der daraufhin den Thron übernahm und sich gegen die Briten auflehnte, was am 27. August 1896 zum Britisch-Sansibarischen Krieg führte. Nach 38 Minuten musste Chalid ibn Barghasch aufgeben und ging ins Exil nach Daressalam in Deutsch-Ostafrika.
Die Briten setzten ihren Kandidaten Hammud ibn Muhammad ibn Said als Sultan von Sansibar ein. Unter seiner Herrschaft wurde der Sklavenhandel endgültig beendet, der zuvor zwar verboten, aber weiterhin betrieben worden war.
Ali ibn Hammud wurde 1902 Sultan von Sansibar und veräußerte Mogadischu 1905 endgültig an Italien. Während seiner gesamten Regierungszeit musste er sich der Ansprüche des 1896 abgesetzten Chalid ibn Barghasch auf den Thron Sansibars erwehren. Als Folge seiner Ausbildung in England kränkelte Ali ibn Hammud im ungewohnten Klima Sansibars und beherrschte kaum noch Arabisch und Swahili. 1911 trat er zugunsten seines Cousins Chalifa ibn Harub ibn Thuwaini zurück, dankte jedoch formal nicht ab und starb 1918 in Paris.
Chalifa ibn Harub ibn Thuwaini führte Sansibar 1914 auf der Seite des Vereinigten Königreiches gegen das Deutsche Kaiserreich und Österreich-Ungarn in den Ersten Weltkrieg und 1939 gegen das Deutsche Reich und Italien in den Zweiten Weltkrieg. Chalifa ibn Harub ibn Thuwaini erlebte die längste Regierungszeit eines Sultans in Sansibar.
Abdullah ibn Chalifa wurde 1960, dem Afrikanischen Jahr, nach dem Tod von Chalifa ibn Harub ibn Thuwaini Sultan von Sansibar, erreichte jedoch nicht die Beliebtheit seines Vaters. Er starb bereits drei Jahre später und Dschamschid ibn Abdullah folgte 1963 auf dem Thron. Am 13. Dezember 1963 erlangte Sansibar seine Unabhängigkeit vom Vereinigten Königreich. Bereits am 12. Januar 1964 brach die Sansibarrevolution aus, bei der das Sultanat gestürzt und die arabische Oberschicht verjagt oder getötet wurde. Am selben Tag wurde die Volksrepublik Sansibar und Pemba gegründet, die sich am 26. April 1964 mit Tanganjika zu Tansania vereinigte.

## Sultane

Die Sultane von Sansibar
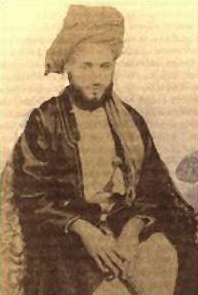
Madschid bin Said (1856–1870)
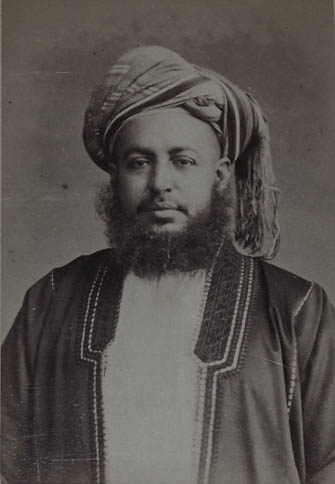
Barghasch ibn Said (1870–1888)
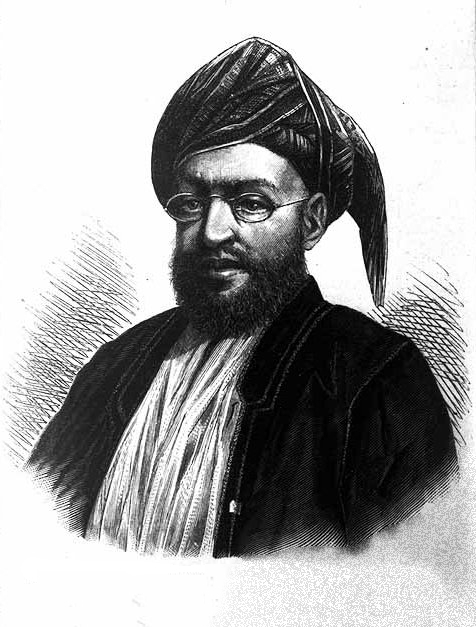
Chalifa ibn Said (1888–1890)
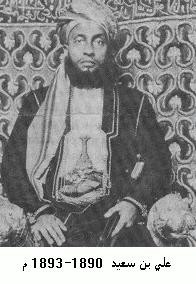
Ali ibn Said (1890–1893)
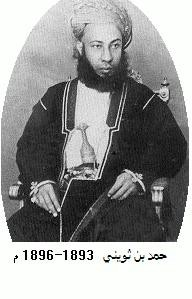
Hamad ibn Thuwaini ibn Said (1893–1896)
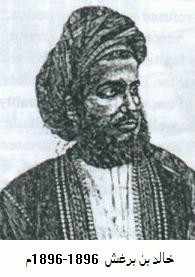
Chalid ibn Barghasch (1896–1896)
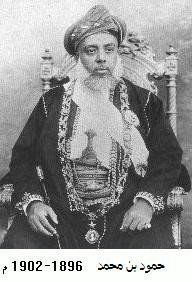
Hammud ibn Muhammad ibn Said (1896–1902)
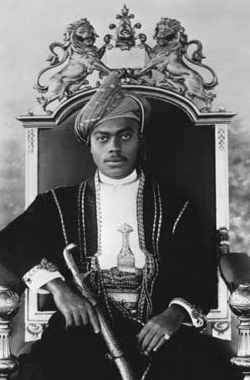
Ali ibn Hammud (1902–1911)
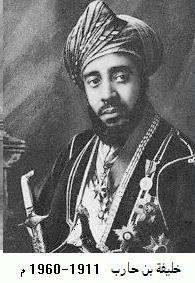
Chalifa ibn Harub ibn Thuwaini (1911–1960)
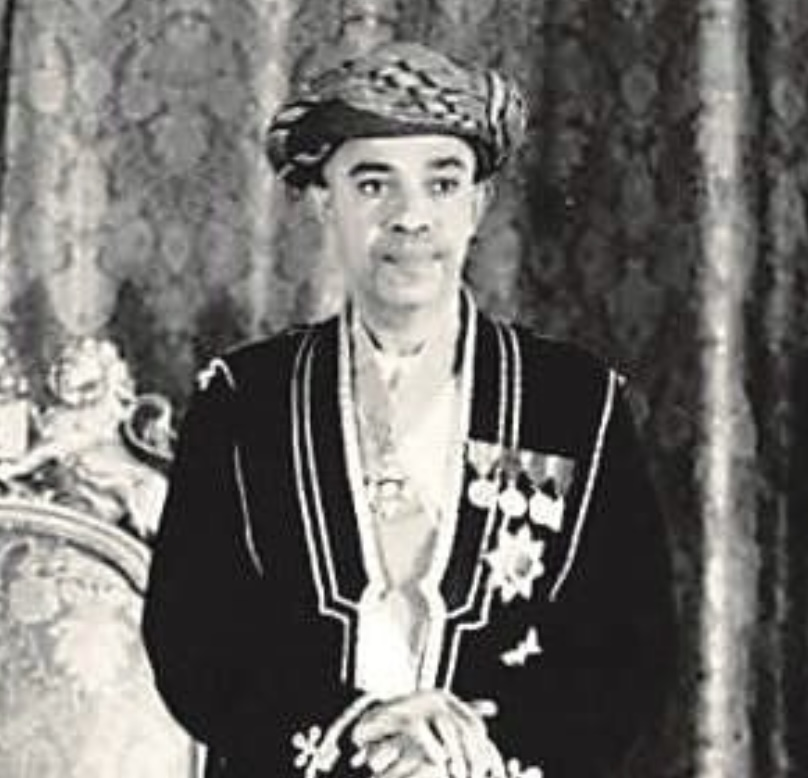
Abdullah ibn Chalifa (1960–1963)
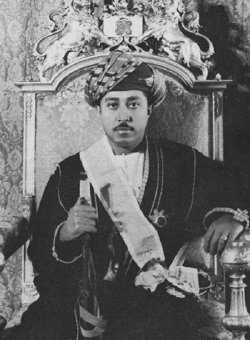
Dschamschid ibn Abdullah (1963–1964)